# Yamaha XV 750 SE
Yamaha XV 750 SE (někdy označovaný jako Yamaha XV 750 Special) je motocykl kategorie chopper, vyvinutý firmou Yamaha, vyráběný v letech 1981–1983. Verze pro USA měla objem 920 cm³. Nástupcem je model Yamaha XV 750 Virago.
Motor je klasický, vzduchem chlazený vidlicový dvouválec, o přenos síly se stará kardan, kola jsou litá. Od nástupce XV 750 Virago se na první pohled liší koncovkami výfuků na obou stranách (Virago má obě vpravo), tvarem válců motoru a centrálním pérováním zadní vidlice.

## Technické parametry
- Rám: trubkový ocelový
- Suchá hmotnost:
- Pohotovostní hmotnost: 227 kg
- Maximální rychlost: 164 km/hod
- Spotřeba paliva: